# Xian de Luoshan
Le xian de Luoshan (罗山县 ; pinyin : Luóshān Xiàn) est un district administratif de la province du Henan en Chine. Il est placé sous la juridiction de la ville-préfecture de Xinyang.

## Démographie
La population du district était de 729 216 habitants en 1999.